# أكمة الاحاضي (حبيش)
اكمه الاحاضي (حبيش)

تعديل مصدري - تعديل

اكمه الاحاضي محلة تابعة لقرية ذي عقيل، التابعة لعزلة الفراعي بمديرية حبيش إحدى مديريات محافظة إب في الجمهورية اليمنية، بلغ تعداد سكانها 71 حسب تعداد اليمن لعام 2004.